# 千賀久
千賀 久（ちが ひさし、1950年12月30日 - ）は、日本の考古学者。
大阪府生まれ。1974年同志社大学文学部卒業。1974年奈良県立橿原考古学研究所附属博物館に勤務。同博物館主幹を経て葛城市歴史博物館館長。

## 著書
- 『はにわの動物園』保育社カラーブックス、1994
- 『ヤマトの王墓・桜井茶臼山古墳・メスリ山古墳』シリーズ「遺跡を学ぶ」 新泉社、2008

### 共著編
- 『日本の古代遺跡 5 奈良中部』寺沢薫共著 保育社、1983
- 『空からみた古墳』森浩一監修 梅原章一写真 千賀解説 学生社、2000
- 『考古資料大観 第7巻 弥生・古墳時代 鉄・金銅製品』村上恭通と責任編集 小学館、2003
- 『列島の考古学 古墳時代』右島和夫共著 河出書房新社、2011